# You're the Greatest Lover
You're the Greatest Lover è un singolo del girl group olandese Luv', pubblicato nel luglio 1978 come quarto estratto dall'album di debutto With Luv'.
Autori del brano You're the Greatest Lover sono Piet Souer e Hans van Hemert; il singolo, prodotto dallo stesso Hans van Hemert e pubblicato su etichetta Phonogram/Philips Records, raggiunse le prime posizioni della classifica in vari Paesi europei. Vari artisti hanno inciso una cover di You're the Greatest Lover.

## Descrizione
Il brano You're the Greatest Lover fu originariamente pubblicato come prima traccia dell'album With Luv'.
Il 45 giri recava al Lato B il brano Life on My Side.
Il singolo raggiunse il primo posto della classifica in Belgio, Germania, Paesi Bassi e Svizzera e il secondo in Austria. In Germania rimase in classifica per 27 settimane in Austria per 24.
You're the Greatest Lover fu in seguito ripubblicato su CD maxi nel 1989.

## Tracce
7"
1. You're the Greatest Lover – 2:49
2. Life Is on My Side – 2:37

CD maxi (1989)
1. You're the Greatest Lover – 2:52
2. Trojan Horse – 2:37
3. Casanova – 3:50
4. U.O.Me (Theme from Waldolala) – 2:58

## Classifiche
| Classifica  | Posizione massima | Nr. di settimane |
| ----------- | ----------------- | ---------------- |
| Austria     | 2                 | 24               |
| Belgio      | 1                 | 13               |
| Germania    | 1                 | 27               |
| Paesi Bassi | 1                 | 16               |
| Svizzera    | 1                 | 15               |

## Cover
Oltre che dalle Luv', il brano You're the Greatest Lover è stato inciso anche da altri artisti (in ordine alfabetico):
- Disco Light Orchestra (1978)[2][3][5]
- Jonathan King (1979)[2][3][6]
- Franz Lambert (1979)[2][7]
- Loona (con il titolo Latino Lover; 2000)[2][8]
- Swoop (con il titolo Greatest Lover; 2005)[2][9]
- Ady Zehnpfennig (versione strumentale; 1979)[3]

### Adattamenti in altre lingue
- Il brano You're the Greatest Lover è stato inciso dalle Luv' nel 1978 anche in lingua spagnola con il titolo Eres mi mejor amante[2][10]
- Il brano You're the Greatest Lover è stato inciso nel 1978 in tedesco da Ulla Norden con il titolo Wir sind verrückt (wir beide) (testo in tedesco di Christian Heilburg)[2][11]
- Il brano You're the Greatest Lover è stato inciso nel 1979 in tedesco dalle Molly-Sisters con il titolo He, hallo, du bist ein Mann geworden (testo in tedesco di Hartmut Schulze-Gerlach e Wolfgang Brandenstein)[2][12]
- Il brano You're the Greatest Lover è stato inciso nel 1979 in tedesco da Karl Dall con il titolo Hey hallo, ich bin die größte Nummer (testo in tedesco dello stesso Karl Dall)[2][3][13]
- Il brano You're the Greatest Lover è stato inciso nel 1979 in finlandese da Eini con il titolo Vetonaula (testo in finlandese di Chrisse Johansson)[2][3][14]
- Il brano You're the Greatest Lover è stato inciso nel 1999 in tedesco da Kristina Bach con il titolo Hey, ich such' hier nicht den größten Lover (testo in tedesco di Andreas Bärtels)[2][3][15]
- Il brano You're the Greatest Lover è stato inciso nel 2015 in olandese da Huub Hangop e DJ Maurice con il titolo (Ik wil met jou een) Selfie (testo in olandese di Maurice Huismans, G.A. Koopmans, A.G.J. Koopmans e Adrianus C. Ruud van den Berg)[2][16]

## Nella cultura di massa
- Il brano You're the Greatest Lover è stato inserito nell'episodio della sesta stagione della serie televisiva L'ispettore Derrick intitolato Attentato a Bruno (Anschlag auf Bruno), segnatamente nella scena della discoteca che precede l'omicidio di Gerda Henk (interpretata da Michaela May) ad opera di Helmut Kerk (interpretato da Volker Eckstein)[17]